# Чикилистлан (муниципалитет)
Чикилистла́н (исп. Chiquilistlán) — муниципалитет в Мексике, в штате Халиско, с административным центром в одноимённом посёлке. Численность населения, по данным переписи 2020 года, составила 5983 человека.

## Общие сведения
Название Chiquilistlán с языка науатль можно перевести как: место цикад.
Площадь муниципалитета равна 297,4 км², что составляет 0,4 % от общей площади штата, а наиболее высоко расположенное поселение Эль-Агостадеро находится на высоте 1746 метров.
Чикилистлан граничит с другими муниципалитетами штата Халиско: на северо-западе с Теколотланом, на северо-востоке с Атемахак-де-Брисуэлой, на юго-востоке с Тапальпой, на юге с Тонаей, на юго-западе с Эхутлой, и на западе с Хучитланом.

## Учреждение и состав
Муниципалитет был образован в 1824 году, по данным 2020 года в его состав входит 22 населённых пункта, самые крупные из которых:
| Код INEGI                  | Населённый пункт                                                                           | Численность населения (2005 год) | Численность населения (2010 год) | Численность населения (2020 год) |
| -------------------------- | ------------------------------------------------------------------------------------------ | -------------------------------- | -------------------------------- | -------------------------------- |
| 032                        | Всего                                                                                      | 5098                             | 5814                             | 5983                             |
| 0001                       | Чикилистлан (исп. Chiquilistlán) 20°05′23″ с. ш. 103°51′42″ з. д. (административный центр) | 3416                             | 3962                             | 4299                             |
| 0016                       | Хальпа (исп. Jalpa) 20°02′08″ с. ш. 103°56′08″ з. д.                                       | 421                              | 492                              | 417                              |
| 0004                       | Агуа-Эдьонда (исп. Agua Hedionda (San José de la Peña)) 20°04′50″ с. ш. 103°55′52″ з. д.   | 233                              | 272                              | 246                              |
| 0053                       | Эль-Ранчерито (исп. El Ranchito) 20°04′45″ с. ш. 103°52′09″ з. д.                          | 115                              | 170                              | 244                              |
| 0055                       | Агуа-Дельгада (исп. Agua Delgada (Los Llanitos)) 20°09′43″ с. ш. 103°49′32″ з. д.          | 163                              | 181                              | 204                              |
| 0012                       | Комала-и-Агуа-Пуэрка (исп. Comala y Agua Puerca) 20°03′34″ с. ш. 103°55′49″ з. д.          | 211                              | 245                              | 197                              |
| —                          | Прочие                                                                                     | 539                              | 492                              | 376                              |
| Названия на карте Генштаба |                                                                                            |                                  |                                  |                                  |

## Природные ресурсы
Муниципалитет располагает следующими ресурсами:
- 19 192 гектар леса, преимущественно состоящие из таких видов деревьев как сосна, дуб, пихта, кедр, леуцена и вахелия;

- минеральные — месторождения барита, гипса, флюорита и известняка.

## Экономическая деятельность
По статистическим данным 2000 года, работоспособное население занято по секторам экономики в следующих пропорциях:
- сельское хозяйство, животноводство и рыбная ловля — 45,9 %;
- промышленность и строительство — 24,6 %;
- торговля, сферы услуг и туризма — 25,7 %;
- безработные — 3,8 %.

## Инфраструктура
По статистическим данным 2020 года, инфраструктура развита следующим образом:
- электрификация: 99 %;
- водоснабжение: 77,5 %;
- водоотведение: 97,3 %.